# Bilovodsk
Bilovodsk (ukrajinsky Біловодськ; rusky Беловодск – Belovodsk) je sídlo městského typu v Luhanské oblasti na Ukrajině. Leží na břehu Derkulu, levého přítoku Severního Doňce, ve vzdálenosti 98 kilometrů severně od Luhansku, správního střediska celé oblasti. V roce 2013 měl Bilovodsk bezmála osm tisíc obyvatel.

## Dějiny
Bilovodsk založili kozáci v roce 1686.
Od roku 1779 do roku 1860 byl Bilovodsk městem.
Za druhé světové války byl Bilovodsk od 13. června 1942 do 20. ledna 1943 obsazen německou armádou.
Od roku 1957 je Bilovodsk sídlem městského typu.

### Vývoj počtu obyvatel
| 1959  | 1970  | 1979   | 1989   | 2001  | 2013  |
| ----- | ----- | ------ | ------ | ----- | ----- |
| 9.577 | 8.564 | 10.494 | 11.151 | 8.764 | 7.747 |